# Ифигения в Авлиде (Еврипид)
«Ифиге́ния в Авли́де» — античная трагедия Еврипида 407 года до н. э.

## Сюжет
Ифигения — старшая дочь героя Троянской войны аргосского царя Агамемнона и его жены Клитемнестры. Царь Спарты Менелай хочет отомстить Парису за соблазнение своей прекрасной жены Елены. Греки уже собрали флот для похода на Трою, во главе войска встал отец Ифигении Агамемнон, брат Менелая. Войско стоит в Авлиде, но богиня Артемида наслала на греков безветрие. Гадатель сказал, что Артемида требует человеческой жертвы, Агамемнон должен принести в жертву свою дочь Ифигению.

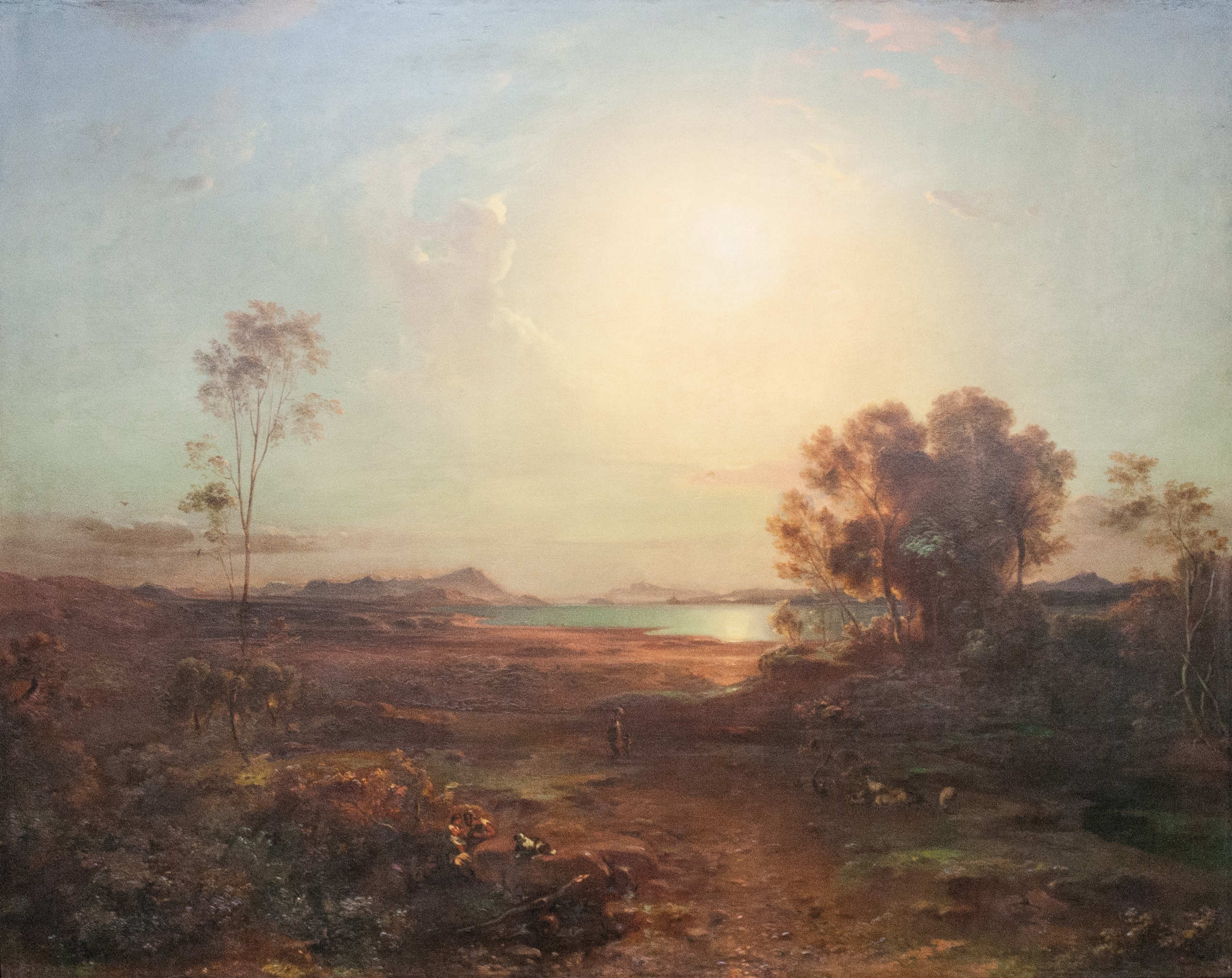
Карл Ротман, Пейзаж Авлиды, 1847

Агамемнон соглашается принести в жертву Ифигению, и вызывает её с матерью из Аргоса в Авлиду, говоря, что хочет выдать её замуж за Ахилла. Царь терзается сомнениями, в какой-то момент он передумывает и отправляет старика-раба с письмом об отмене приказа. Агамемнон хочет, чтоб мать и дочь вернулись домой. Но Менелай перехватывает письмо и обличает Агамемнона в трусости. Тем временем Ифигения прибывает в Авлиду, Клитемнестра встречается с Ахиллом, который ничего о свадьбе не подозревает, и наконец старик-раб рассказывает ей об истинной цели их визита. Клитемнестра упрекает мужа в жестокости, Ахилл хочет защитить Ифигению, но она не желает междоусобицы и соглашается со своей судьбой.
Ифигению ведут на смерть, и начинает дуть попутный ветер.
Ифигения не погибла, Артемида пожалела её и в последний момент заменила на алтаре ланью, а Ифигению отправила в Тавриду служить жрицей. Клитемнестра отомстила своему мужу Агамемнону за смерть дочери, убив его. Но этого нет в сюжете «Ифигении в Авлиде», а известно из других трагедий. О дальнейших приключениях Ифигении Еврипид написал трагедию «Ифигения в Тавриде». О мести Клитемнестры упоминается в трагедии Эсхила Орестея.

## Перевод на русский язык
«Ифигению в Авлиде», а также другие трагедии Еврипида на русский язык перевёл русский поэт, драматург, переводчик, критик, исследователь литературы и языка и педагог Иннокентий Фёдорович Анненский. Перевод был впервые опубликован в 1898 году. Переиздавался в сборнике «Театр Еврипида» под ред. Ф. Ф. Зелинского в 1921 году.
В советское время трагедия в переводе Анненского несколько раз переиздавалась, в том числе и в собрании сочинений Анненского «Стихотворения и трагедии» в издательстве «Советский писатель», где выдержала три переиздания. Также известны переводы на русский язык Вланеса (творческий псевдоним переводчика Владислава Некляева).

## В культуре
В 1977 году в Греции по трагедии Еврипида был снят художественный фильм «Ифигения».
В 2014 году в Новгородском театре «Малый» состоялась премьера спектакля «Ифигения-Жертва» (Ифигения в Авлиде) в переводе Вланеса (переводчик Владислав Некляев), режиссёр — Надежда Алексеева.
В 2017 году греческий режиссер Йоргос Лантимос снял художественный фильм «Убийство священного оленя», в основании сюжета которого лежит трагедия Еврипида.